# The Spinners/Diskografie
Diese Diskografie ist eine Übersicht über die musikalischen Werke der US-amerikanischen Soulband The Spinners, die im Vereinigten Königreich unter den Namen The Motown Spinners und The Detroit Spinners bekannt ist. Den Schallplattenauszeichnungen zufolge hat sie bisher mehr als 10,1 Millionen Tonträger verkauft, davon alleine in ihrer Heimat über 9,5 Millionen. Ihre erfolgreichste Veröffentlichung ist die Single Working My Way Back to You – Forgive Me, Girl (Medley) mit über 750.000 verkauften Einheiten.

## Alben

### Studioalben
| Jahr | Titel Musiklabel                                    | Höchstplatzierung, Gesamtwochen, AuszeichnungChartplatzierungen (Jahr, Titel, Musiklabel, Platzierungen, Wochen, Auszeichnungen, Anmerkungen) | Höchstplatzierung, Gesamtwochen, AuszeichnungChartplatzierungen (Jahr, Titel, Musiklabel, Platzierungen, Wochen, Auszeichnungen, Anmerkungen) | Höchstplatzierung, Gesamtwochen, AuszeichnungChartplatzierungen (Jahr, Titel, Musiklabel, Platzierungen, Wochen, Auszeichnungen, Anmerkungen) | Anmerkungen                                                                       |
| Jahr | Titel Musiklabel                                    | UK | US | R&B | Anmerkungen                                                                       |
| ---- | --------------------------------------------------- | --- | --- | --- | --------------------------------------------------------------------------------- |
| 1970 | 2nd Time Around V. I. P. 405                        | — | US199 (2 Wo.)US | R&B46 (3 Wo.)R&B | Erstveröffentlichung: Oktober 1970                                                |
| 1973 | Spinners Atlantic 7256                              | — | US14 Gold · (28 Wo.)US | R&B1 (25 Wo.)R&B | Erstveröffentlichung: April 1973 Produzent: Thom Bell                             |
| 1974 | Mighty Love Atlantic 7296                           | — | US16 Gold · (35 Wo.)US | R&B1 (49 Wo.)R&B | Erstveröffentlichung: März 1974 Produzent: Thom Bell                              |
| 1974 | New and Improved Atlantic 18118                     | — | US9 Gold · (26 Wo.)US | R&B1 (32 Wo.)R&B | Erstveröffentlichung: Dezember 1974 Produzent: Thom Bell                          |
| 1975 | Pick of the Litter Atlantic 18141                   | — | US8 Gold · (26 Wo.)US | R&B2 (26 Wo.)R&B | Erstveröffentlichung: Juli 1975 Produzent: Thom Bell                              |
| 1976 | Happiness Is Being with the Spinners Atlantic 18181 | — | US25 Gold · (30 Wo.)US | R&B5 (28 Wo.)R&B | Erstveröffentlichung: Juli 1976 Produzent: Thom Bell                              |
| 1977 | Yesterday Today & Tomorrow Atlantic 19100           | — | US26 (13 Wo.)US | R&B11 (14 Wo.)R&B | Erstveröffentlichung: März 1977 Produzent: Thom Bell                              |
| 1978 | Spinners / 8 Atlantic 19146                         | — | US57 (13 Wo.)US | R&B34 (10 Wo.)R&B | Erstveröffentlichung: Dezember 1977 Produzent: Thom Bell                          |
| 1979 | From Here to Eternally Atlantic 19219               | — | US165 (4 Wo.)US | R&B61 (3 Wo.)R&B | Erstveröffentlichung: Mai 1979 Produzent: Thom Bell                               |
| 1979 | Dancin’ and Lovin’ Atlantic 19256                   | — | US32 (20 Wo.)US | R&B11 (29 Wo.)R&B | Erstveröffentlichung: November 1979 Produzenten: Michael Zager, Will Hatcher      |
| 1980 | Love Trippin’ Atlantic 19270                        | — | US53 (13 Wo.)US | R&B16 (31 Wo.)R&B | Erstveröffentlichung: Juni 1980 Produzent: Michael Zager                          |
| 1981 | Labor of Love Atlantic 16032                        | — | US128 (6 Wo.)US | R&B40 (11 Wo.)R&B | Erstveröffentlichung: März 1981 Produzent: Michael Zager                          |
| 1981 | Can’t Shake This Feelin’ Atlantic 19318             | — | US196 (4 Wo.)US | R&B34 (10 Wo.)R&B | Erstveröffentlichung: Dezember 1981 Produzent: Reggie Lucas                       |
| 1982 | Grand Slam Atlantic 80020                           | — | US167 (6 Wo.)US | R&B43 (7 Wo.)R&B | Erstveröffentlichung: Oktober 1982 Produzent: Freddie Perren                      |
| 1984 | Cross Fire Atlantic 80150                           | — | — | R&B47 (9 Wo.)R&B | Erstveröffentlichung: April 1984 Produzenten: Leon Sylvers III, William Zimmerman |

Weitere Studioalben
- 1967: The Original Spinners (Motown 639)
- 1985: Lovin’ Feelings (Mirage 90456-1)
- 1989: Down to Business (Volt 3403-2)

### Livealben
| Jahr | Titel Musiklabel                | Höchstplatzierung, Gesamtwochen, AuszeichnungChartplatzierungen (Jahr, Titel, Musiklabel, Platzierungen, Wochen, Auszeichnungen, Anmerkungen) | Höchstplatzierung, Gesamtwochen, AuszeichnungChartplatzierungen (Jahr, Titel, Musiklabel, Platzierungen, Wochen, Auszeichnungen, Anmerkungen) | Höchstplatzierung, Gesamtwochen, AuszeichnungChartplatzierungen (Jahr, Titel, Musiklabel, Platzierungen, Wochen, Auszeichnungen, Anmerkungen) | Anmerkungen                                     |
| Jahr | Titel Musiklabel                | UK | US | R&B | Anmerkungen                                     |
| ---- | ------------------------------- | --- | --- | --- | ----------------------------------------------- |
| 1975 | Spinners Live! Atlantic 910 (2) | — | US20 (21 Wo.)US | R&B4 (17 Wo.)R&B | Erstveröffentlichung: Dezember 1975 Doppelalbum |

Weitere Livealben
- 1994: In Concert
- 2007: Live

### Kompilationen
| Jahr | Titel Musiklabel                                       | Höchstplatzierung, Gesamtwochen, AuszeichnungChartplatzierungen (Jahr, Titel, Musiklabel, Platzierungen, Wochen, Auszeichnungen, Anmerkungen) | Höchstplatzierung, Gesamtwochen, AuszeichnungChartplatzierungen (Jahr, Titel, Musiklabel, Platzierungen, Wochen, Auszeichnungen, Anmerkungen) | Höchstplatzierung, Gesamtwochen, AuszeichnungChartplatzierungen (Jahr, Titel, Musiklabel, Platzierungen, Wochen, Auszeichnungen, Anmerkungen) | Anmerkungen                            |
| Jahr | Titel Musiklabel                                       | UK | US | R&B | Anmerkungen                            |
| ---- | ------------------------------------------------------ | --- | --- | --- | -------------------------------------- |
| 1973 | The Best of the Spinners Motown 769                    | — | US115 (19 Wo.)US | R&B37 (5 Wo.)R&B | Erstveröffentlichung: April 1973       |
| 1977 | Smash Hits Atlantik 50363                              | UK37 (3 Wo.)UK | — | — | Erstveröffentlichung: Mai 1977         |
| 1978 | The Best of the Spinners Atlantik 19179                | — | US115 (19 Wo.)US | R&B56 (2 Wo.)R&B | Erstveröffentlichung: April 1978       |
| 2009 | Are You Ready for Love: The Very Best Rhino 2564691932 | UK50 (2 Wo.)UK | — | — | Erstveröffentlichung: Januar 2009      |
| 2011 | S. O. U. L.: The Spinners Cleopatra / Sony Music CMG   | — | — | R&B45 (19 Wo.)R&B | Erstveröffentlichung: 22. Februar 2011 |

Weitere Kompilationen
- 1980: 20 Golden Classics
- 1980: The Spinners
- 1981: Spinning Gold: Their Very Best
- 1982: Collection
- 1985: Golden Greats
- 1991: A One of a Kind Love Affair (The Anthology) (2 CDs)
- 1993: The Very Best of Spinners
- 1994: The Very Best Of
- 2001: Essential Collection
- 2006: The Definitive Soul Collection (2 CDs)
- 2007: The Platinum Collection
- 2010: Original Album Series (Box mit 5 CDs)

## Singles
| Jahr | Titel Album                                                               | Höchstplatzierung, Gesamtwochen, AuszeichnungChartplatzierungen (Jahr, Titel, Album, Platzierungen, Wochen, Auszeichnungen, Anmerkungen) | Höchstplatzierung, Gesamtwochen, AuszeichnungChartplatzierungen (Jahr, Titel, Album, Platzierungen, Wochen, Auszeichnungen, Anmerkungen) | Höchstplatzierung, Gesamtwochen, AuszeichnungChartplatzierungen (Jahr, Titel, Album, Platzierungen, Wochen, Auszeichnungen, Anmerkungen) | Höchstplatzierung, Gesamtwochen, AuszeichnungChartplatzierungen (Jahr, Titel, Album, Platzierungen, Wochen, Auszeichnungen, Anmerkungen) | Höchstplatzierung, Gesamtwochen, AuszeichnungChartplatzierungen (Jahr, Titel, Album, Platzierungen, Wochen, Auszeichnungen, Anmerkungen) | Höchstplatzierung, Gesamtwochen, AuszeichnungChartplatzierungen (Jahr, Titel, Album, Platzierungen, Wochen, Auszeichnungen, Anmerkungen) | Anmerkungen                                                                | [↑]: gemeinsam behandelt mit vorhergehendem Eintrag; [←]: in beiden Charts platziert |
| Jahr | Titel Album                                                               | DE | CH | UK | US | R&B | Dance | Anmerkungen                                                                |                                                                                      |
| ---- | ------------------------------------------------------------------------- | --- | --- | --- | --- | --- | --- | -------------------------------------------------------------------------- | ------------------------------------------------------------------------------------ |
| 1961 | That’s What Girls Are Made For The Original Spinners                      | — | — | — | US27 (8 Wo.)US | R&B5 (10 Wo.)R&B | — | Erstveröffentlichung: Mai 1961                                             |                                                                                      |
| 1961 | Love (I’m so Glad) I Found You –                                          | — | — | — | US91 (1 Wo.)US | — | — | Erstveröffentlichung: September 1961                                       |                                                                                      |
| 1965 | I’ll Always Love You The Original Spinners                                | — | — | — | US35 (7 Wo.)US | R&B8 (11 Wo.)R&B | — | Erstveröffentlichung: 4. Juni 1965                                         |                                                                                      |
| 1966 | Truly Yours The Original Spinners                                         | — | — | — | — | R&B16 (7 Wo.)R&B | — | Erstveröffentlichung: 24. März 1966                                        |                                                                                      |
| 1970 | It’s a Shame 2nd Time Around                                              | — | — | UK20 Silber · (11 Wo.)UK | US14 (15 Wo.)US | R&B4 (14 Wo.)R&B | — | Erstveröffentlichung: 11. Juni 1970 in UK als The Motown Spinners          |                                                                                      |
| 1971 | We’ll Have It Made The Best of the Spinners                               | — | — | — | US89 (3 Wo.)US | R&B20 (7 Wo.)R&B | — | Erstveröffentlichung: 21. Dezember 1970                                    |                                                                                      |
| 1972 | How Could I Let You Get Away Spinners                                     | — | — | — | US74 (5 Wo.)US | R&B14 (10 Wo.)R&B | — | Erstveröffentlichung: 22. Juli 1972 B-Seite von I’ll Be Around             |                                                                                      |
| 1972 | I’ll Be Around Spinners                                                   | — | — | — | US3 Gold · (15 Wo.)US | R&B1 (14 Wo.)R&B | — | Erstveröffentlichung: 22. Juli 1972                                        |                                                                                      |
| 1972 | Could It Be I’m Falling in Love Spinners                                  | — | — | UK11 (11 Wo.)UK | US4 Gold · (15 Wo.)US | R&B1 (15 Wo.)R&B | — | Erstveröffentlichung: 12. Dezember 1972                                    |                                                                                      |
| 1973 | One of a Kind (Love Affair) Spinners                                      | — | — | — | US11 Gold · (15 Wo.)US | R&B1 (14 Wo.)R&B | — | Erstveröffentlichung: 13. April 1973                                       |                                                                                      |
| 1973 | Together We Can Make Such Sweet Music The Best of the Spinners            | — | — | — | US91 (5 Wo.)US | — | — | Erstveröffentlichung: 3. April 1973                                        |                                                                                      |
| 1973 | Ghetto Child Spinners                                                     | — | — | UK7 (10 Wo.)UK | US29 (8 Wo.)US | R&B4 (11 Wo.)R&B | — | Erstveröffentlichung: Juli 1973                                            |                                                                                      |
| 1974 | Mighty Love – Pt. 1 Mighty Love                                           | — | — | — | US20 (15 Wo.)US | R&B1 (17 Wo.)R&B | — | Erstveröffentlichung: 3. Januar 1974                                       |                                                                                      |
| 1974 | I’m Coming Home Mighty Love                                               | — | — | — | US18 (13 Wo.)US | R&B3 (13 Wo.)R&B | — | Erstveröffentlichung: Mai 1974                                             |                                                                                      |
| 1974 | Then Came You New and Improved                                            | — | — | UK29 (6 Wo.)UK | US1 Gold · (19 Wo.)US | R&B2 (15 Wo.)R&B | — | Erstveröffentlichung: Juni 1974 mit Dionne Warwick                         |                                                                                      |
| 1974 | Love Don’t Love Nobody – Pt. I Mighty Love                                | — | — | — | US15 (13 Wo.)US | R&B4 (15 Wo.)R&B | — | Erstveröffentlichung: September 1974                                       |                                                                                      |
| 1975 | Living a Little, Laughing a Little New and Improved                       | — | — | — | US37 (7 Wo.)US | R&B7 (12 Wo.)R&B | — | Erstveröffentlichung: Februar 1975                                         |                                                                                      |
| 1975 | Sadie New and Improved                                                    | — | — | — | US54 (7 Wo.)US | R&B7 (11 Wo.)R&B | — | Erstveröffentlichung: April 1975                                           |                                                                                      |
| 1975 | They Just Can’t Stop It the (Games People Play) Pick of the Litter        | — | — | — | US5 Gold · (18 Wo.)US | R&B1 (20 Wo.)R&B | — | Erstveröffentlichung: Juli 1975                                            |                                                                                      |
| 1975 | Love or Leave Pick of the Litter                                          | — | — | — | US36 (8 Wo.)US | R&B8 (14 Wo.)R&B | — | Erstveröffentlichung: Dezember 1975                                        |                                                                                      |
| 1976 | Wake Up Susan Happiness Is Being with the Spinners                        | — | — | UK29 (6 Wo.)UK | US56 (5 Wo.)US | R&B11 (12 Wo.)R&B | — | Erstveröffentlichung: Juni 1976                                            |                                                                                      |
| 1976 | The Rubberband Man Happiness Is Being with the Spinners                   | — | — | UK16 Silber · (11 Wo.)UK | US2 Gold · (21 Wo.)US | R&B1 (21 Wo.)R&B | Dance14 (11 Wo.)Dance | Erstveröffentlichung: August 1976                                          |                                                                                      |
| 1977 | You’re Throwing a Good Love Away Yesterday, Today & Tomorrow              | — | — | UK43 (7 Wo.)UK | — | R&B5 (13 Wo.)R&B | — | Erstveröffentlichung: Dezember 1976                                        |                                                                                      |
| 1977 | Could It Be I’m Falling in Love (EP) –                                    | — | — | UK32 (3 Wo.)UK | — | — | — | Erstveröffentlichung: April 1977                                           |                                                                                      |
| 1977 | Me and My Music Yesterday, Today & Tomorrow                               | — | — | — | — | R&B39 (8 Wo.)R&B | — | Erstveröffentlichung: Juni 1977                                            |                                                                                      |
| 1977 | Heaven on Earth (So Fine) Spinners/8                                      | — | — | — | US89 (4 Wo.)US | R&B23 (14 Wo.)R&B | — | Erstveröffentlichung: August 1977                                          |                                                                                      |
| 1978 | Easy Come, Easy Go Spinners/8                                             | — | — | — | — | R&B46 (9 Wo.)R&B | — | Erstveröffentlichung: Januar 1978                                          |                                                                                      |
| 1978 | If You Wanna Do a Dance From Here to Eternally                            | — | — | — | US49 (6 Wo.)US | R&B17 (12 Wo.)R&B | — | Erstveröffentlichung: Juni 1978                                            |                                                                                      |
| 1979 | Are You Ready for Love From Here to Eternally                             | — | — | — | — | R&B25 (13 Wo.)R&B | — | Erstveröffentlichung: März 1979                                            |                                                                                      |
| 1979 | Body Language Dancin’ and Lovin’                                          | — | — | UK40 (7 Wo.)UK | — | R&B35 (11 Wo.)R&B | — | Erstveröffentlichung: September 1979                                       |                                                                                      |
| 1979 | Working My Way Back to You – Forgive Me, Girl (Medley) Dancin’ and Lovin’ | DE12 (17 Wo.)DE | CH8 (7 Wo.)CH | UK1 Silber · (14 Wo.)UK | US2 Gold · (25 Wo.)US | R&B6 (21 Wo.)R&B | Dance8 (32 Wo.)Dance | Erstveröffentlichung: Dezember 1979                                        |                                                                                      |
| 1980 | Cupid – I’ve Loved You for a Long Time (Medley) Love Trippin’             | DE34 (6 Wo.)DE | — | UK4 (10 Wo.)UK | US4 (19 Wo.)US | R&B5 (15 Wo.)R&B | Dance50 (12 Wo.)Dance | Erstveröffentlichung: Mai 1980                                             |                                                                                      |
| 1980 | Now That You’re Mine Again Love Trippin’                                  | — | — | — | — | R&B25 (15 Wo.)R&B | — | Erstveröffentlichung: September 1980                                       |                                                                                      |
| 1980 | I Just Want to Fall in Love Love Trippin’                                 | — | — | — | — | R&B75 (5 Wo.)R&B | — | Erstveröffentlichung: Oktober 1980                                         |                                                                                      |
| 1981 | Yesterday Once More – Nothing Remains the Same (Medley) Labor of Love     | — | — | — | US52 (8 Wo.)US | R&B32 (10 Wo.)R&B | Dance22 (12 Wo.)Dance | Erstveröffentlichung: Februar 1981                                         |                                                                                      |
| 1981 | Long Live Soul Music Labor of Love                                        | — | — | — | — | R&B64 (5 Wo.)R&B | — | Erstveröffentlichung: April 1981                                           |                                                                                      |
| 1981 | You Go Your Way (I’ll Go Mine) Can’t Shake This Feelin’                   | — | — | — | — | R&B39 (8 Wo.)R&B | — | Erstveröffentlichung: Oktober 1981                                         |                                                                                      |
| 1981 | Love Connection (Raise the Window Down) Can’t Shake This Feelin’          | — | — | — | — | R&B68 (8 Wo.)R&B | — | Erstveröffentlichung: Dezember 1981                                        |                                                                                      |
| 1982 | Never Thought I’d Fall in Love Can’t Shake This Feelin’                   | — | — | — | US95 (2 Wo.)US | — | — | Erstveröffentlichung: Februar 1982                                         |                                                                                      |
| 1982 | Magic in the Moonlight Grand Slam                                         | — | — | — | — | R&B30 (10 Wo.)R&B | — | Erstveröffentlichung: September 1982                                       |                                                                                      |
| 1982 | Funny How Time Slips Away Grand Slam                                      | — | — | — | US67 (8 Wo.)US | R&B43 (11 Wo.)R&B | — | Erstveröffentlichung: November 1982                                        |                                                                                      |
| 1984 | Right or Wrong Cross Fire                                                 | — | — | UK84 (3 Wo.)UK | — | R&B22 (14 Wo.)R&B | — | Erstveröffentlichung: März 1984                                            |                                                                                      |
| 1984 | I’ll Be Around Golden Greats                                              | — | —[UK: ↑] | UK84 (3 Wo.)UK | — | — | — | Erstveröffentlichung: April 1984                                           |                                                                                      |
| 1988 | Working My Way Back to You (Remix) –                                      | — | — | UK81 (2 Wo.)UK | — | — | — | Erstveröffentlichung: Mai 1988 Remix: Chris Paul; Produzent: Michael Zager |                                                                                      |
| 1990 | I Don’t Need Another Love Greatest Hits 1979–1990                         | — | — | — | — | R&B84 (4 Wo.)R&B | — | Erstveröffentlichung: Februar 1990 mit Dionne Warwick                      |                                                                                      |
| 1990 | Ghetto Child (Remix) –                                                    | — | — | UK91 (1 Wo.)UK | — | — | — | Erstveröffentlichung: September 1990 Remix: Boilerhouse                    |                                                                                      |
| 1995 | I’ll Be Around –                                                          | — | — | UK30 (4 Wo.)UK | US39 (16 Wo.)US | — | — | Erstveröffentlichung: März 1995 Rappin’ 4-Tay feat. The Spinners           |                                                                                      |

grau schraffiert: keine Chartdaten aus diesem Jahr verfügbar
Weitere Singles
- 1961: What Did She Use
- 1962: That’s How I Am Without You (Loe and Joe and the Spinners)
- 1962: I Got Your Water Boiling Baby (I’m Gonna Cook Your Goose)
- 1962: She Don’t Love Me (Bobby Smith and the Spinners)
- 1964: Sweet Thing
- 1967: For All We Know
- 1968: Bad, Bad Weather (Till You Come Home)
- 1969: In My Diary
- 1970: Message from a Blackman
- 1979: I Love the Music
- 1981: The Winter of Our Love
- 1983: City Full of Memories
- 1984: (We Have Come Into) Our Time for Love
- 1985: Show Me Your Magic
- 1986: She Does
- 1987: Spaceballs
- 2013: She Loves Me So (Harvey and the Spinners)
- 2014: We’re Gonna Be More Than Friends

## Videoalben
- 2006: In Concert (Doppel-DVD)

## Statistik

### Chartauswertung
|                     | UK    | US     | R&B      |
| ------------------- | ----- | ------ | -------- |
| Nummer-eins-Alben   | UK—UK | US—US  | R&B3R&B  |
| Top-10-Alben        | UK—UK | US2US  | R&B6R&B  |
| Alben in den Charts | UK2UK | US17US | R&B19R&B |

|                       | DE    | CH    | UK     | US     | R&B      | Dance       |
| --------------------- | ----- | ----- | ------ | ------ | -------- | ----------- |
| Nummer-eins-Singles   | DE—DE | CH—CH | UK1UK  | US1US  | R&B6R&B  | Dance—Dance |
| Top-10-Singles        | DE—DE | CH1CH | UK3UK  | US7US  | R&B18R&B | Dance1Dance |
| Singles in den Charts | DE2DE | CH1CH | UK15UK | US30US | R&B39R&B | Dance4Dance |

### Auszeichnungen für Musikverkäufe
Anmerkung: Auszeichnungen in Ländern aus den Charttabellen bzw. Chartboxen sind in ebendiesen zu finden.
| Land/RegionAuszeichnungen für Musikverkäufe (Land/Region, Auszeichnungen, Verkäufe, Quellen) | Silber     | Gold       | Platin | Verkäufe  | Quellen   |
| -------------------------------------------------------------------------------------------- | ---------- | ---------- | ------ | --------- | --------- |
| Vereinigte Staaten (RIAA)                                                                    | —          | 12× Gold12 | —      | 9.500.000 | riaa.com  |
| Vereinigtes Königreich (BPI)                                                                 | 3× Silber3 | —          | —      | 650.000   | bpi.co.uk |
| Insgesamt                                                                                    | 3× Silber3 | 12× Gold12 | —      |           |           |